# Otto Hieser

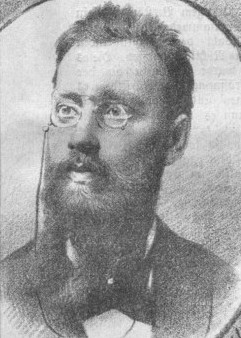
Otto Hieser (1886)

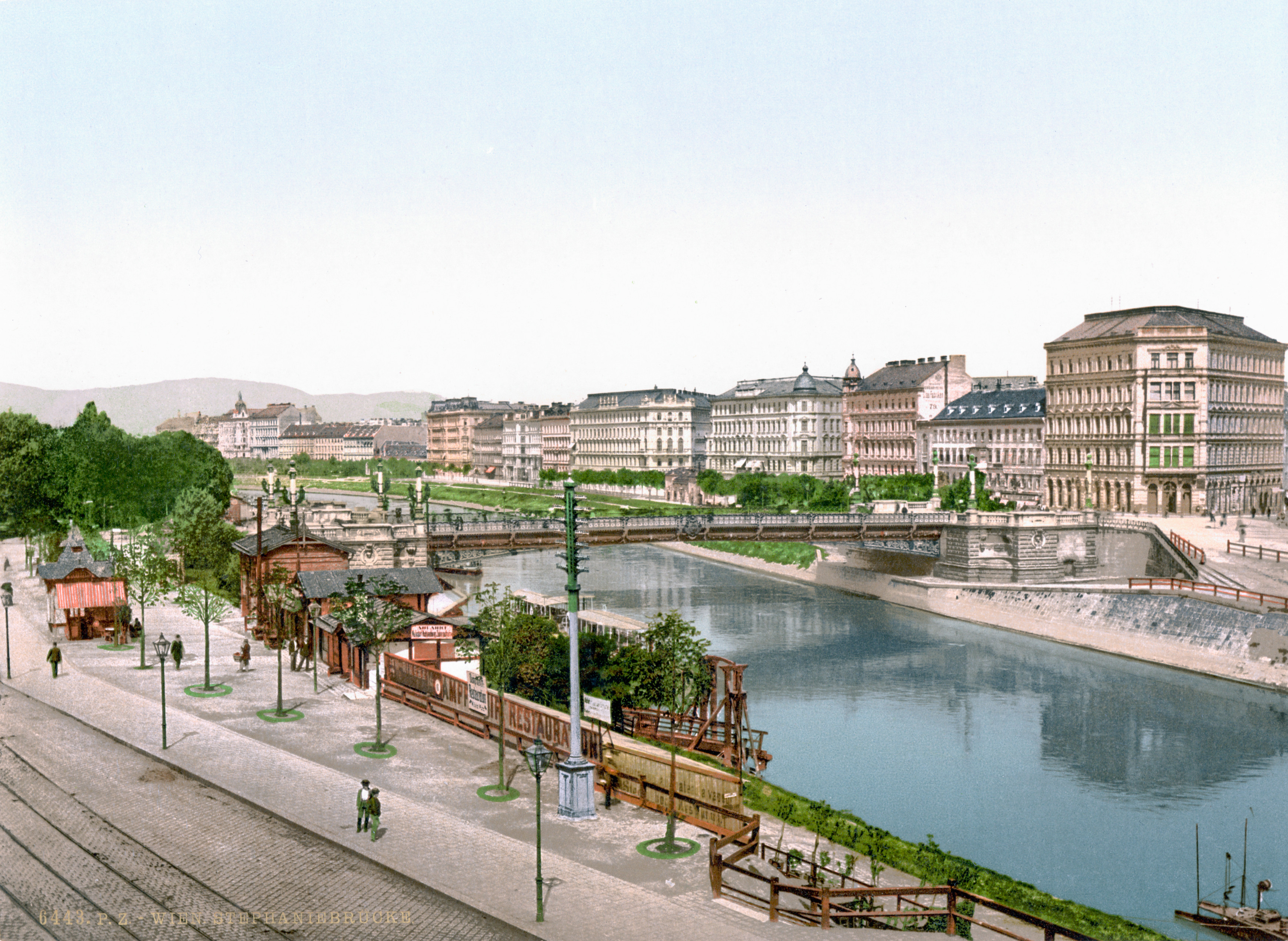
Stephaniebrücke um 1900

Otto Hieser (* 24. Mai 1850 in Wien; † 7. Februar 1892 in Hallstatt) war ein österreichischer Architekt des Jugendstils. Seine Arbeiten umfassen Mietshäuser, Villen, Schlösser, Schulen und Brücken im Stil des Historismus und des Jugendstils.

## Leben

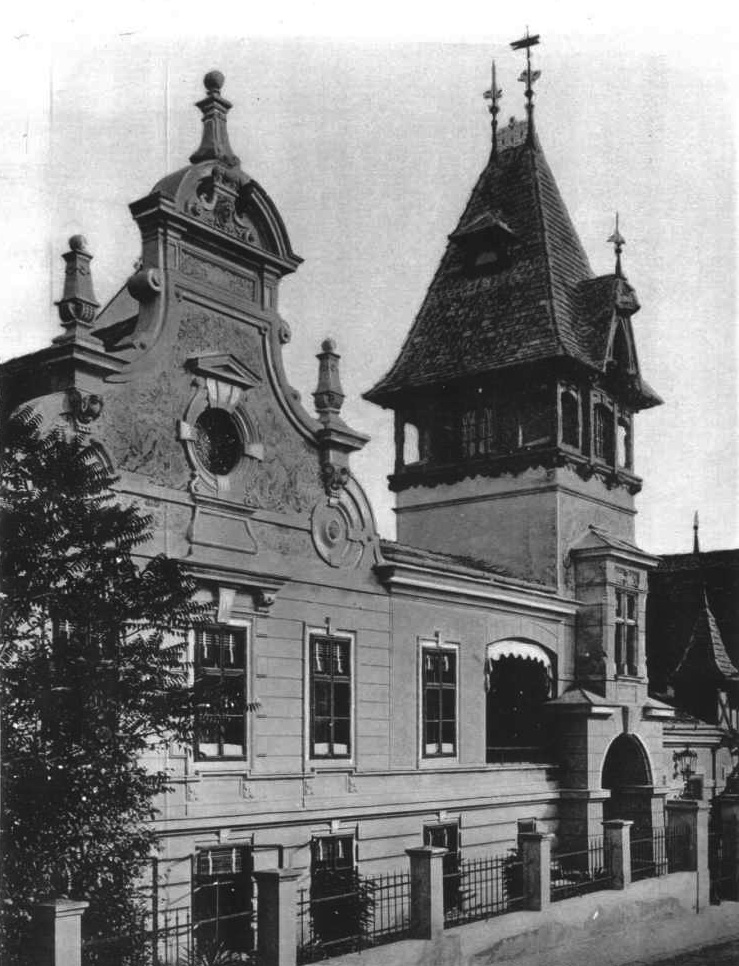
Villa Hauschka in Wien-Pötzleinsdorf

Otto Hieser wurde am 24. Mai 1850 in Wien geboren. Sein Vater war der Architekt und Gymnasialprofessor Joseph Hieser. Dieser war 1867 Mitglied des Komitees, welches den österreichischen Auftritt bei der Weltausstellung in Paris vorbereitete. Otto Hieser begleitete seinen Vater nach Paris und blieb dort, um an der Académie des Beaux-Arts zu studieren. Danach kam er nach Wien zurück, um an der Akademie der bildenden Künste bei Theophil von Hansen sein Studium zu beenden. Es folgten Studienreisen nach Italien.
Nach dem Studium arbeitete er im Atelier der Architekten Carl Tietz und Ludwig Zettl. Ab 1873 arbeitete er als selbständiger Architekt, zeitweise zusammen mit Ferdinand Wendeler.
Hieser baute vor allem in der österreichisch-ungarischen Monarchie, so etwa etliche Mietshäuser in Wien, die Villa Harnoncourt (in den 1970er-Jahren abgerissen) beim Prater, die Villa Hauschka, heute das Altersheim der Confraternität in Pötzleinsdorf, und die Stephaniebrücke (1945 zerstört). Daneben beteiligte er sich auch an internationalen Wettbewerben, so 1883 für den Bau des Denkmals für General Ulysses S. Grant in New York, im gleichen Jahr für das Opernhaus in Odessa oder 1884 für die Börse in Amsterdam. Er bezog gerne bildende Künstler in seine Arbeiten ein, bevorzugt jedoch seinen Freund, den Bildhauer Heinrich Natter.
Hieser erlitt am 22. Oktober 1891 einen Schlaganfall, dessen Spätfolgen er einige Monate später in seinem 42. Lebensjahr in Hallstatt erlag. Er war mit Maria Moser (1853–1922) verheiratet.

## Wichtige Bauwerke

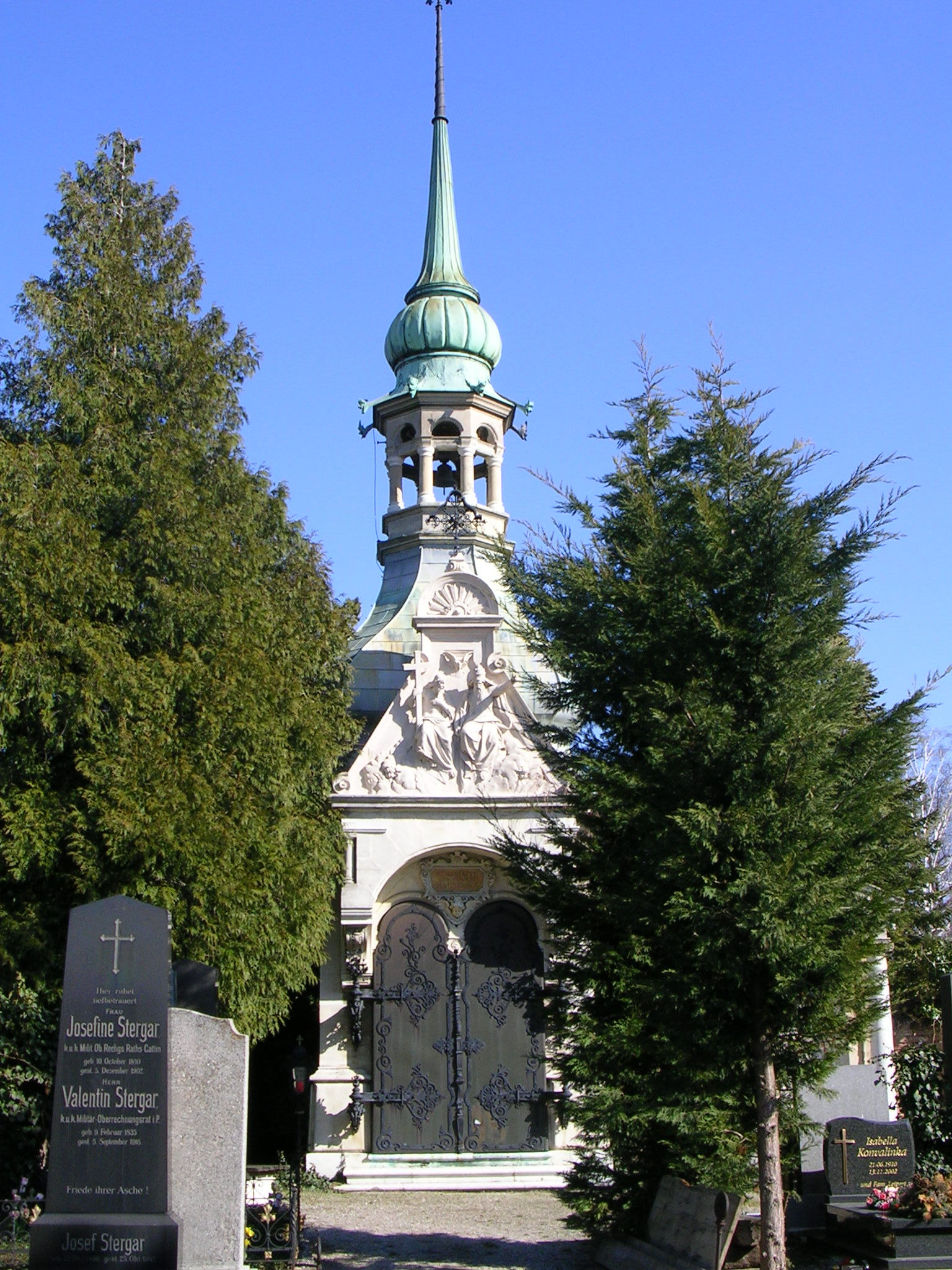
Die Grabkapelle der Familie Hauschka auf dem Pötzleinsdorfer Friedhof

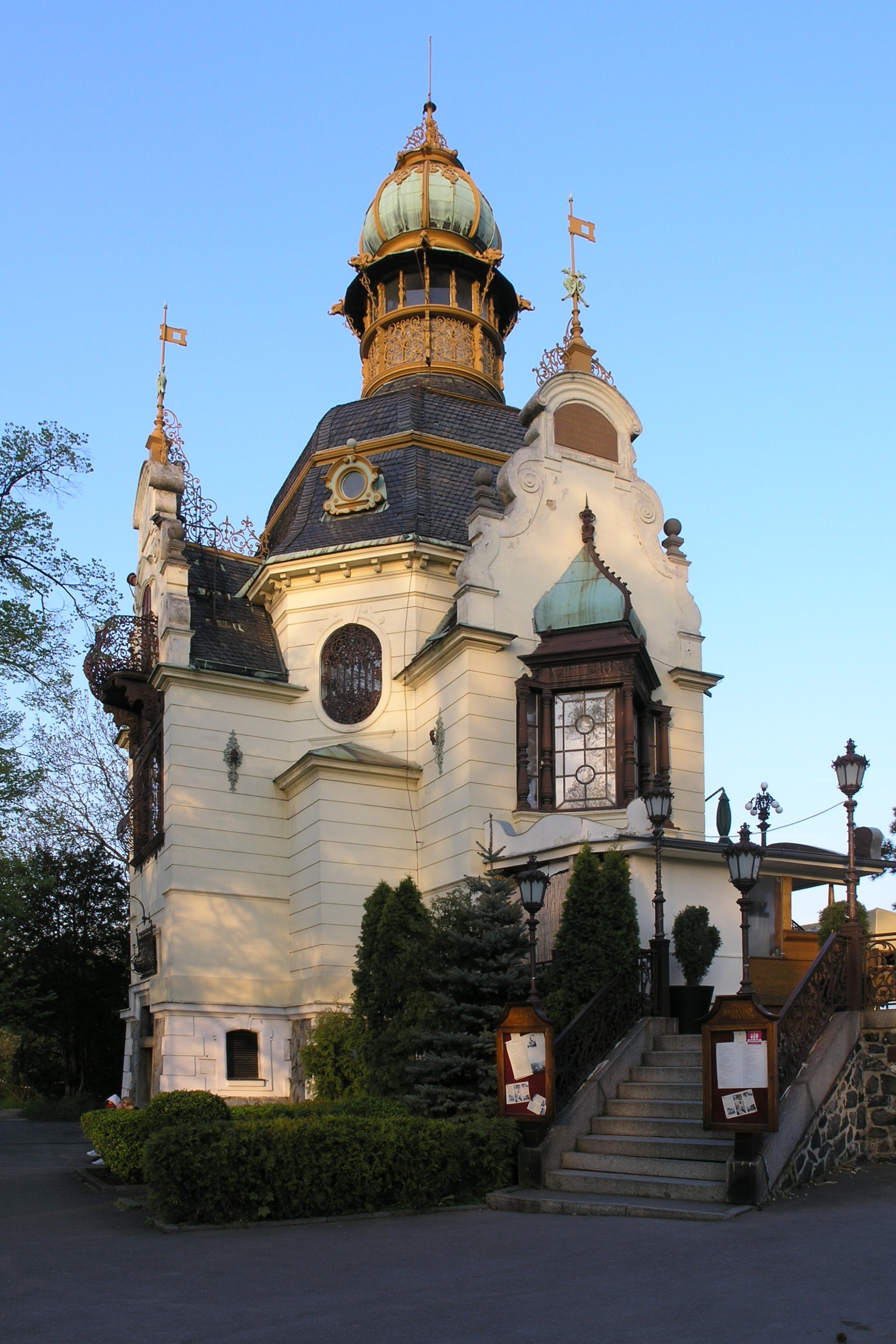
Hanavský pavilon

- 1873 Beteiligung an der Weltausstellung 1873 in Wien.
- 1877 Miethaus des Herrn Coulon (Dir. der Pittener Papierfabrik) in Wien, Gußhausstraße 15.
- 1881 Geschäftslokal von Wilhelm Jungmann & Neffe in Wien I., Albertinaplatz 3 (damals I., Albrechtsplatz 3).
- 1883 Wohnhaus Huebmer in Pitten
- 1884 Das Mausoleum des Schriftstellers Michael Etienne
- 1884 Schloss Wilhelm Coulon in Pitten
- 1884–1886 Stephaniebrücke
- 1885 Villa Hauschka, Wien-Pötzleinsdorf (später Rekonvaleszentenheim der Confraternität Privatklinik Josefstadt)
- 1885–1886 Umbau von Schloss Aigen in Salzburg
- 1886–1887 Villa Harnoncourt in Wien
- 1886–1887 Saalbau im Schloss Heřmanův Městec
- 1887 Anlagen der Galopprennbahn Freudenau
- 1887 Grabkapelle der Familie Hauschka, Pötzleinsdorfer Friedhof
- 1890 Hanavský-Pavillon für die Prager Jubiläumsausstellung 1891

## Publikationen
- Otto Hieser (Hrsg.): Huldigungsadresse der Wiener Gewerbe-Genossenschaften zur Vermählung Seiner kaiserlichen und königlichen Hoheit des durchlauchtigsten Kronprinzen Herrn Erzherzog Rudolf mit Ihrer königlichen Hoheit der durchlauchtigsten Frau Prinzessin Stefanie von Belgien. Wien 1881
- Otto Hieser: Die Stephaniebrücke über den Donaucanal in Wien. In: Wochenschrift des Österreichischen Ingenieur und Architekten-Vereins. Jg. 10, 1885, S. 36f, S. 45f.